# 크리켓 방망이
크리켓 방망이, 혹은 배트(bat)는 크리켓에서 타자가 공을 치기 위해 사용하는 특수 장비이다.